# Дом-мастерская М. К. Аникушина
Дом-мастерская М. К. Аникушина — здание в стиле советского модернизма, с 2024 года — выявленный объект культурного наследия. Расположен в Петроградском районе Санкт-Петербурга, современный адрес дома — Вяземский переулок, 8.
Михаил Аникушин добивался благоустроенной мастерской с 1953 года; из-за отсутствия условий затянулось создание памятника Александру Пушкину. В Ленинграде не было мастерских, оборудованных для работы над крупными скульптурами — ранее существовавшую перестроили в литейный цех завода «Монументскульптура», в мастерской Академии Художеств проходило только обучение. В 1968 году Аникушин выиграл конкурс на проект памятника Ленину, и только после этого Ленинградскому отделению Союза художников выделили средства на постройку образцовой мастерской.

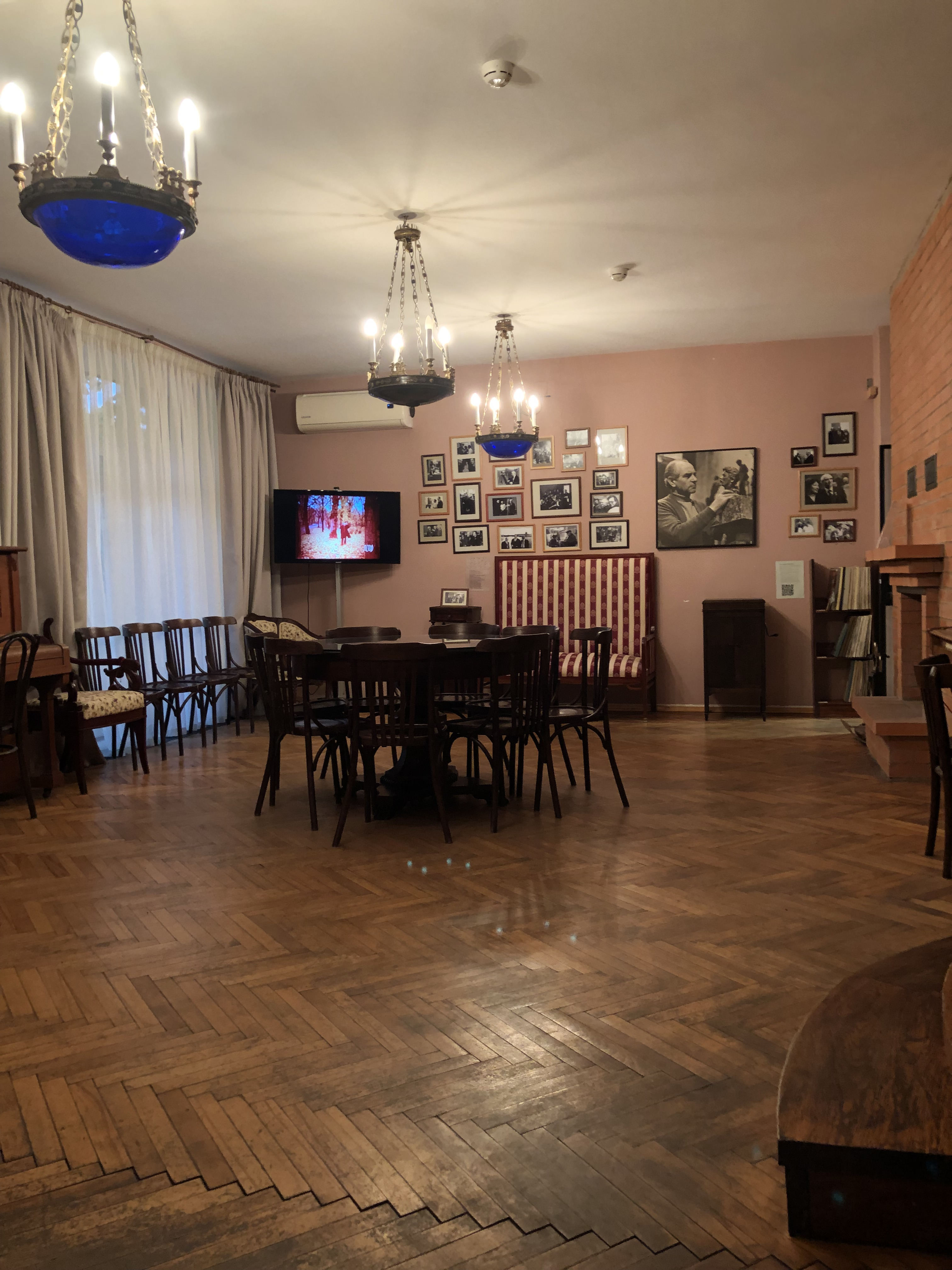
Гостиная первого этажа

Здание построено в 1968—1969 годах по проекту Филиппа Гепнера. Архитектор ранее работал над постаментами для памятников и при создании проекта предположительно лишь оформлял идеи скульптора, который вдохновлялся мастерской Алвара Аалто.
У здания осевая симметрия, стены кирпичные, побелённые в верхней части и изначально облицованные снизу «диким» камнем (на 2023 год бетонной плиткой), фасад жилой части отделан деревом.
Большая часть здания, 200 м² — основная мастерская, освещённая рассеянным светом через большое северное окно. Помещение оборудовано подъёмным крюком, вращающимся станком-основанием для модели, передвигающимся по рельсам, подвижной подъёмной платформой и антресолью со стороны окна, ямой для хранения мокрой глины.
Крыша здания скошенная, по сторонам большой мастерской сделаны две малые, их стеклянные стены-окна также обращены на север, но из-за скоса обладают меньшей высотой. В одной из этих мастерских Аникушин работал над эскизами и небольшими скульптурами, во второй работала Мария Литовченко. Перед мастерскими были впоследствии застеклённые ниши для завода материалов. Южная часть здания — жилая, с большой гостиной с камином на первом этаже и двухкомнатной квартирой с кухней, ванной и балконом на втором.
В проект здания входило также озеленение участка сиренью обыкновенной, барбарисом Тунберга, примулой весенней, нарциссом поэтическим, крокусом весенним, пионом многолетним, самшитом вечнозелёным, тюльпаном, ирисом сибирским, маком восточным, кизильником блестящим, клёном остролистным, ивой серебристой плакучей.
После смерти Марии Литовченко мастерская была переоборудована в музей. Была изменена входная часть с северной стороны, вырезы в продольных стенах превращены в витрины.
Капитальный ремонт здания состоялся в 2010 году.